# Língua litúrgica
Uma língua litúrgica ou sacra é uma língua utilizada em rituais ou liturgias de comunidades religiosas na intenção de se conservar as tradições originais da religião.
A maioria das língua litúrgicas são aprendidas depois da infância e raramente são línguas maternas, sendo grande parte delas consideradas línguas mortas.
Lista de línguas litúrgicas
- - Latim, língua litúrgica da Igreja Católica Romana, Antiga Igreja Católica, Igreja Evangélica Luterana Independente, Igreja Anglicana e Catolicismo independente.
  - Copta, língua litúrgica da Igreja Ortodoxa Copta e da Igreja Católica Copta.
  - Siríaco, língua litúrgica da Igreja Ortodoxa Síria, Igreja Assíria do Oriente, Antiga Igreja do Oriente, Igreja Católica Síria, Igreja Greco-Católica Maronita, Igreja Síria Jacobita Cristã, Igreja Síria Malankara Mar Thoma, Igreja Católica Siro-Malabar, Igreja Síria Caldeia e Igreja Católica Siro-Malancar.
  - Ge'ez, língua litúrgica da Igreja Ortodoxa Etíope e Igreja Ortodoxa Eritreia.
  - Eslavo eclesiástico, língua litúrgica da Igreja Ortodoxa Polonesa, Igreja Ortodoxa Ucraniana, Igreja Ortodoxa Russa, Igreja Ortodoxa Búlgara, Igreja Ortodoxa Sérvia e Igreja Ortodoxa Tcheca e Eslovaca.
  - Armênio, língua litúrgica da Igreja Apostólica Armênia.
  - Árabe clássico, língua litúrgica do Islão.
  - Sânscrito, língua litúrgica do Hinduísmo e do Maaiana.[1]
  - Hebraico bíblico, língua litúrgica do Judaísmo.
  - Iorubá, uma língua litúrgica do Candomblé e da Santería.
  - Tibetano, língua litúrgica do Budismo tibetano.
  - Páli, língua litúrgica da Teravada.[2]